# Coelichneumon motivus
Coelichneumon motivus är en stekelart som först beskrevs av Cameron 1885.  Coelichneumon motivus ingår i släktet Coelichneumon och familjen brokparasitsteklar. Inga underarter finns listade i Catalogue of Life.